# 鷲尾英一郎
鷲尾 英一郎（わしお えいいちろう、1977年〈昭和52年〉1月3日 - ）は、日本の政治家、公認会計士、税理士、行政書士。自由民主党所属の元衆議院議員（6期）。外務副大臣（菅義偉内閣）、農林水産大臣政務官（野田第3次改造内閣）、衆議院環境委員長を歴任。

## 来歴

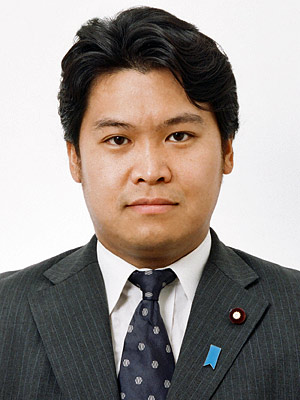
野田第3次改造内閣での農林水産大臣政務官時に公表された肖像

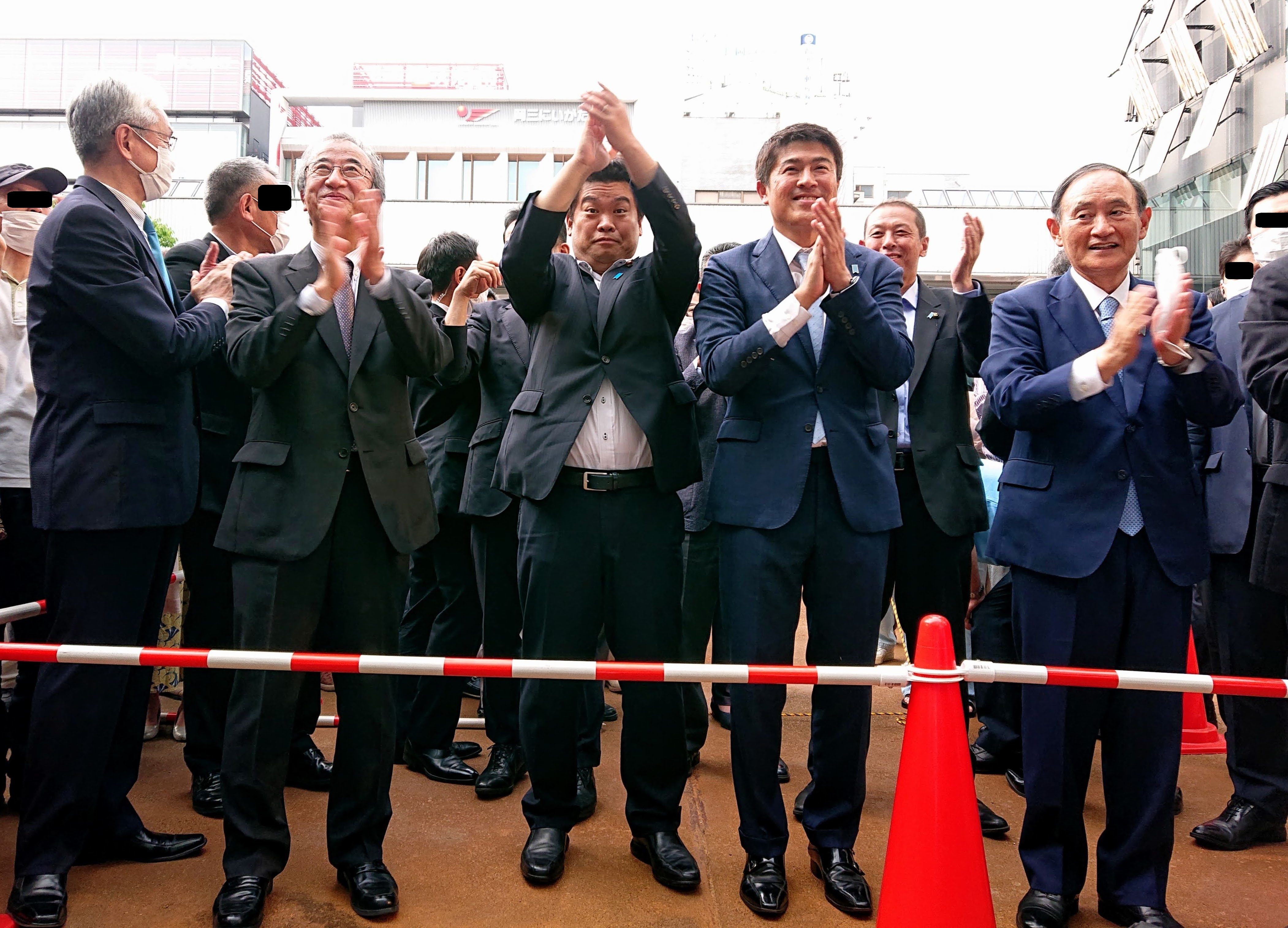
2022年、街頭演説会にて（左から2人目）

新潟県新潟市生まれ。実家は魚屋で、祖父は珠算塾を経営していた。新潟市立坂井東小学校、新潟市立坂井輪中学校、新潟県立新潟高等学校、東京大学経済学部卒業。2001年、新日本監査法人に入社。2005年、新日本監査法人を退社し、鷲尾英一郎公認会計士・税理士・行政書士事務所を開業。
2005年、第44回衆議院議員総選挙に民主党公認で新潟2区から出馬。選挙区では自由民主党の近藤基彦に敗れたが、重複立候補していた比例北陸信越ブロックで復活し、初当選した。
2009年の第45回衆議院議員総選挙では民主党公認、国民新党推薦で再び新潟2区から出馬。同選挙区からは社会民主党の米山昇も出馬したが、自民党の近藤、社民党の米山を破り、再選。2010年1月、石川知裕衆議院議員（当時）の逮捕を受け、同期当選の議員で構成される石川知裕代議士の逮捕を考える会に参加した。2010年8月、長島昭久を会長に設立された国軸の会に参加した。2012年10月、野田第3次改造内閣で農林水産大臣政務官に任命された。
2012年12月の第46回衆議院議員総選挙では、新潟2区で自民党新人の細田健一に敗れたが、重複立候補していた比例北陸信越ブロックで復活し3選。
2014年12月の第47回衆議院議員総選挙では再び自民党前職の細田に敗れ、比例復活により4選。票差は102票（惜敗率99.85%）で、1994年の小選挙区比例代表並立制導入以来最少だった。
2015年1月の民主党代表選挙では、元幹事長の細野豪志の推薦人に名を連ねたが、細野は決選投票で岡田克也に敗れた。
2016年3月27日、民主党・維新の党の合流により結党した民進党に参加。同年10月、新潟県知事選挙の候補擁立をめぐり、黒岩宇洋県連代表が引責辞任したため、代表代行に就任し、2017年4月に県連代表に選出された。
2017年7月27日、民進党代表の蓮舫が、同月の東京都議会議員選挙の結果を受けて辞任を表明。蓮舫の辞任に伴う代表選挙（9月1日投開票）では前原誠司の推薦人に名を連ねた。
同年10月の第48回衆議院議員総選挙に際し、前原誠司民進党代表が9月27日、民進党を事実上解党し、希望の党からの立候補を容認する方針が表明された。希望の党に合流する方針が示されたものの、鷲尾は希望の党への合流を拒否し、10月4日に無所属で新潟2区から立候補する意向を表明した。選挙公示日である10月10日、希望の党への合流という党の決定に反することになるため離党届を提出。新潟では、2区を除く選挙区では野党系候補が立憲民主党や無所属に一本化されたが、2区のみ日本共産党が候補者を擁立。結局、どの政党の推薦も得ずに無所属で立候補した鷲尾が自民党と共産党候補を破り、5選を果たした。新潟県第2区のみ、県内で野党共闘が成立しなかった。
10月28日に記者会見を行い、10月10日の離党届の提出理由として、「組織決定に造反するときは離党するときだと思っていた」と述べた。また、10月27日に開催された民進党両院議員総会で党籍が残る衆参議員と地方組織による党の存続が決定したが、離党届を取り消しは行わないことを表明した。そして以後の活動に関して、希望の党や立憲民主党には入党せず、民進党籍を残したまま衆院選に出馬して当選した衆議院議員らが結成した無所属の会にも参加しない意向を示した。11月1日、衆議院本会議で行われた首班指名選挙では自分自身に投票した。11月2日、民進党は鷲尾ら3人の衆議院議員が提出した離党届を受理し、離党が認められた。
2018年10月に行われた新潟市長選挙では自民党元参議院議員の中原八一の支援に回った。
2019年3月20日、自民党へ入党を申請した。自民党新潟県連は細田が引き続き選挙区支部長を務めることを条件に入党を認め、22日に正式に入党が了承された。
同年9月、二階派に入会した。10月4日、環境委員長に就任。
2020年6月26日、次期衆院選に新潟2区からの出馬を表明。同年9月外務副大臣に任命された。
2021年2月10日、駐日イラン大使館がオンラインで開催した「イラン・イスラム共和国革命記念日42周年式典」に日本の外務副大臣として挨拶のビデオメッセージを寄せた。
同年10月11日、自民党本部は計295人の次期衆院選1次公認候補を発表した。鷲尾は1次公認で比例北陸信越ブロック単独での公認が正式に決まった。
2021年の第49回衆議院議員総選挙には比例北陸信越ブロック単独で出馬して6選（比例名簿順位は単独1位）。
2022年11月18日、衆議院選挙区の新しい区割りである「10増10減」の改正公職選挙法案が参議院で可決された。新潟県内の選挙区は6から5に削減され、各選挙区の区域が変更された。2023年1月12日、自民党県連は新しい新潟4区（長岡市、柏崎市、小千谷市、見附市、三島郡、刈羽郡）の支部長に鷲尾を推す声が地元で大勢を占めていることを党本部に伝達した。同年2月10日、党本部で支部長の選任会議が開催され、4区の支部長に決定した。
2024年9月27日に行われた自民党総裁選挙において小泉進次郎の推薦人代表を務めた。1回目の投票では小泉に投じ、得票数1位の高市早苗と2位の石破茂が進んだ決選投票については、新潟放送の取材に対し、投票先を公表しなかった。
同年10月15日、第50回衆議院議員総選挙が公示され、新潟4区からは自民党公認の鷲尾、立憲民主党公認の米山隆一、無所属の泉田裕彦の計3人が立候補した。自民党県連は、泉田が無所属で出馬したのは党規律規約に抵触するとして、同日付で泉田の除名を求める文書を党本部へ提出した。10月17日に日本経済新聞が序盤情勢を発表。「米山と鷲尾が激しく争う」と報じた。10月23日、しんぶん赤旗は、自民党が裏金問題で非公認となった候補の所属支部にそれぞれ2000万円を支給していたことをスクープした。同紙の報道により終盤情勢は一変した。10月27日、総選挙執行。投票締め切りの20時からほどなく毎日新聞は米山の当選確実を報じ、米山は2期目の当選を果たした。自民党は比例北陸信越ブロックで4議席を獲得。単独1位の国定勇人を除く3議席のうち、西田昭二が3番目の惜敗率（79.367％）で当選し、4番目（76.438％）だった鷲尾は議席を失った。無所属の泉田も議席を失った。

## 政策・主張

### 経済政策
- 2017年2月16日の衆議院本会議の代表質問において「政府が財政健全化に向けた取り組みを強化する気配がない」と批判したうえで「消費が伸び悩むというアベノミクスが解決できていない問題により、消費増税が可能な経済状況を作り出すことが出来なかった結果だ。これにより社会保障は滞り、かえって消費抑制・生活防衛が出ている。」と、アベノミクスの効果に疑問を表明している[56]。

### 防衛・外交
永住外国人への地方選挙権付与や人権侵害救済法案には慎重な立場を取っている。また朝鮮学校の授業料無償化にも慎重な立場であり、民進党において「朝鮮学校無償化を慎重に考える会」の代表世話人を務めていた。鷲尾は2017年4月5日の財務金融委員会において、北朝鮮のミサイル発射に対して「最近北朝鮮情勢、北朝鮮の挑発が相当続いている」という認識を示したうえで、「国家としてしっかりと主体的に防衛体制を組んでいかなければならない」と防衛強化の必要性を述べている。安倍外交については「頑張っている」と評価しつつも、「国際貢献の方は（ばらまきよりも）そういうお金があるんだったらもっともっと別の使い方があるという声の方が大きい」として「政府のPRがなかなか国民に伝わっていない」という考えを示している。
- 航空政策議員フォーラム事務局長として、航空機燃料税の軽減措置、航空保安体制の強化、などを概算要求や税制改正で要請を行っている[58]。長年航空連合が求めている「航空保安法」についても、議員立法を提出したメンバーの一人となっている[59]。
- 2012年10月9日、農林水産大臣政務官在任中に都内で行われた会合で行った挨拶の中で、沖縄県の尖閣諸島について海上保安庁の海上警察権の強化などを訴えるなかで「諸島は日本の領土。誰が所有しようとも関係ないはずだ日本の領土として守り抜く。誰が所有しようと関係ないはずだ。中国政府が所有したっていい。語弊があるが、日本の登記簿に『中国政府』と書いてもらったらいいだけの話だ」と発言した[60]。鷲尾は郡司彰農林水産大臣から誤解を招く発言を慎むよう口頭で注意を受けた。藤村修内閣官房長官は記者会見で、鷲尾から「中国政府が所有したっていいとは全く思っていない。野田総理が毅然とした態度で尖閣を国有化したことを断固支持する立場だ」との釈明があったことを明らかにした[61][62]。
- 集団的自衛権の行使を禁じた内閣法制局の憲法解釈の見直しに賛成しており[63]、前原誠司が主宰する防衛研究会に参加していた[64][65]

### 離島振興
- 2016年4月6日、第190回国会内閣委員会にて全国離島振興協議会、全離島の要望書を提出し、海の国道について、「海の国道でありますが、道は陸だけではないという考え方のもとで、いわゆる海の国道が離島の住民にとって極めて重要な役割を担っていると認識、地域住民の貴重な足を確保するとともに、豊富な観光資源を活用して交流人口を拡大していく、これは今の極めて厳しい離島の現状に鑑みますと極めて重要だ」との考えを述べている[66]。

### 憲法改正
- 第9条を含む日本国憲法の改正に賛成[63][67]。
- 憲法への緊急事態条項の創設に賛成[67]。

### その他
- 造船業に関して、造船業の人手不足解消のためには賃金向上が必要であり、生産性を挙げたうえで賃金アップにつなげるべきだとしている[68]。
- 外国からの技能研修生受け入れについて、法務委員会において「外国人活用の問題は中長期の問題ではなく喫緊の課題」として、違反が目立つ現場の混乱を指摘した。鷲尾は違反が多いのは企業が「制度の趣旨を理解していないから」と指摘したうえで、「企業単独型と団体管理型両方あるが、どちらにも違反事例がある」と指摘、さらに「決して受け入れ期間のみの問題でない」として、制度自体の問題を指摘した。鷲尾は「国際貢献ということであれば、相手国のニーズにのっとって、技能研修制度というものは運用されるべき」としている[69]。
- 原子力規制委員会の新基準を満たした原子力発電所の再稼働に賛成[63]。原子力発電については「当面は必要だが、将来的には廃止すべきだ」としている[67]。
- 日本の核武装について「今後の国際情勢によっては検討すべきだ」としており[63][67]、非核三原則の「持ち込ませず」の部分についても「議論すべきだ」としている[67]。
- 日本の環太平洋パートナーシップ協定（TPP）参加に反対[63]。
- 女性宮家の創設に賛成[67]。
- 選択的夫婦別姓制度の導入に「どちらかと言えば反対」としている[70]。
- 民進党在籍時、共産党との野党共闘に対して「反対」の立場であった[71]。

## 活動
- 2019年の自民党国会議員内の年間党員獲得ランキングで6位を記録[72]。2020年のランキングで4位を記録[73]。2021年のランキングで7位を記録[74]。

## 不祥事
- 市民の党に所属する厚木市議会議員が代表を務める「政権交代をめざす市民の会」に「わしお英一郎東京応援団」から約330万円の資金が提供されていた[75]。また、2005年には、市民の党に所属する地方議員16名から鷲尾の名前を冠した政治団体に対してなされた献金2550万円のうち、2500万円が市民の党関連の政治団体へ献金されていた[76][77]。
- 世界平和統一家庭連合（旧統一教会）との関係に関して、2022年8月1日のアンケートで「接点はない」としていたが、その後一部メディアで接点のあることが報道されたことから再度アンケートを送ったところ「今年3月、関係団体のイベントに秘書が代理出席していた」ほか、「今年4月、関係団体のイベントにメッセージを送付した」と回答を訂正した。「自民党に入党以降に、旧統一教会の方とご縁をいただきました」としており、事務所は「事務所全体としての精査が不十分なままアンケートに回答してしまった」とした上で、「選挙活動に対して応援いただいたことはございません」としている[78]。

## 選挙歴
| 当落 | 選挙                   | 執行日         | 年齢 | 選挙区               | 政党       | 得票数     | 得票率 | 定数 | 得票順位 /候補者数 | 政党内比例順位 /政党当選者数 |
| ---- | ---------------------- | -------------- | ---- | -------------------- | ---------- | ---------- | ------ | ---- | ------------------ | ---------------------------- |
| 比当 | 第44回衆議院議員総選挙 | 2005年09月11日 | 28   | 新潟県第2区          | 民主党     | 10万1637票 | 44.33% | 1    | 2/3                | 2/4                          |
| 当   | 第45回衆議院議員総選挙 | 2009年08月30日 | 32   | 新潟県第2区          | 民主党     | 12万2686票 | 52.26% | 1    | 1/4                | /                            |
| 比当 | 第46回衆議院議員総選挙 | 2012年12月16日 | 35   | 新潟県第2区          | 民主党     | 6万9389票  | 38.74% | 1    | 2/4                | 1/2                          |
| 比当 | 第47回衆議院議員総選挙 | 2014年12月14日 | 37   | 新潟県第2区          | 民主党     | 7万487票   | 42.90% | 1    | 2/4                | 1/3                          |
| 当   | 第48回衆議院議員総選挙 | 2017年10月22日 | 40   | 新潟県第2区          | 無所属     | 9万7808票  | 51.60% | 1    | 1/3                | /                            |
| 当   | 第49回衆議院議員総選挙 | 2021年10月31日 | 44   | 比例北陸信越ブロック | 自由民主党 | ーー票     | ーー   | 11   | ー/ー              | 1/6                          |
| 落   | 第50回衆議院議員総選挙 | 2024年10月27日 | 47   | 新潟県第4区          | 自由民主党 | 7万1672票  | 34.32% | 1    | 2/3                | 5/4                          |

## 所属団体・議員連盟
- 自民党たばこ議員連盟[79]
- 日本会議国会議員懇談会（事務局長）
- みんなで靖国神社に参拝する国会議員の会
- パチンコチェーンストア協会（政治分野アドバイザー[80]）
- 慰安婦問題と南京事件の真実を検証する会（事務局長）
- 国語を考える国会議員懇談会（事務局長）
- 天皇陛下御即位二十年奉祝国会議員連盟（事務局次長）
- 永住外国人の地方参政権を慎重に考える勉強会
- 朝鮮学校無償化を慎重に考える会（代表世話人）
- 着物議員連盟
- 石川知裕代議士の逮捕を考える会
- 日本クルド友好議員連盟（副会長）[81]

## 親族
- 妹：岩田百合子 - 旧姓は鷲尾。2015年の新潟県議会議員選挙（柏崎市刈羽郡選挙区）に出馬したが落選。
- 義弟：岩田温 - 妹の夫。政治学者。

## 著作
- 単著
  - 『鷲尾血風録』Kindle版 幻冬舎、2019年6月11日
  - 『全身政治家』幻冬舎、2016年1月7日
- 共著
  - 『今昔秀歌百撰』（岡崎久彦・蔡焜燦・遠藤浩一・藍川由美・福田逸・高島俊男・桶谷秀昭・稲田朋美・小堀桂一郎・笹原宏之・松本徹・市村真一・早川聞多・土田龍太郎） 特定非営利活動法人文字文化協會、2012年
  - 教育激変（有村治子・岩屋毅・亀井郁夫・後藤博子・下村博文・高市早苗・中川義雄・西川京子・萩生田光一・古川禎久・古屋圭司・松原仁・山谷えり子・笠浩史） 明成社、2006年4月29日